# جينا ديوان
جينا ديوان (بالإنجليزية: Jenna Dewan) (من مواليد 3 ديسمبر 1980)، ممثلة و راقصة أمريكية.

## طفولتها وتعليمها
ولدت ديوان في 3 ديسيمبر عام 1980 في هارتفورد في كونيتيكت، وهي ابنة نانسي سميث وداريل ديوان الذي كان لاعب في فريق نوتردام لكرة القدم عام 1972. والدها من أصول لبنانية وبولندية أما والدتها فمن أصول ألمانية وإنجليزية.
تنقلت ديوان كثيرًا في طفولتها؛ ذكرت في مقابلة أنها عاشت في سبع مدن قبل أن تبلغ الصف السابع. أثناء التحاقها بالمدرسة الثانوية في مدرسة نوتردام الإعدادية في توسون بولاية ماريلاند انضمت ديوان لإحدى فرق التشجيع في الجامعة. انتقلت إلى مدرسة غرابفين الثانوية في مدينة غرابفين في تكساس واستمرت في عملها كمشجعة جامعية، وفي السنة الدراسية الأخيرة لها في المدرسة حازت على لقب ملكة حفلة التخرج الموسيقية. التحقت بجامعة جنوب كاليفورنيا وأصبحت عضوًا في جمعية نسائية دولية تعرف باسم باي بيتا فاي

## حياتها الخاصة

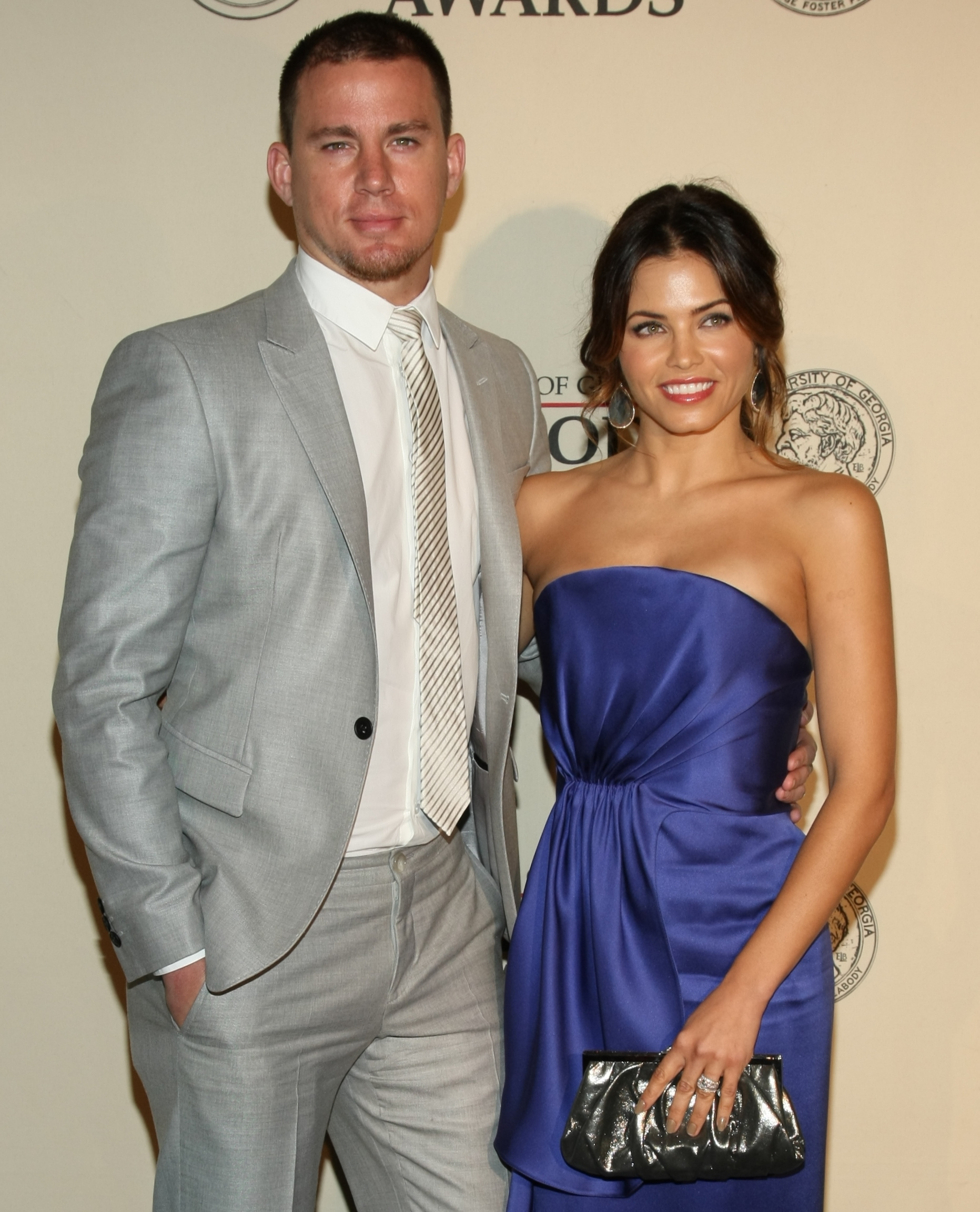
تشانينج تيتوم، وجينا ديوان في حفل توزيع جوائز بيبودي عم ٢٠١٢

في عام 2006 بدأت ديوان في مواعدة الممثل تشانينج تيتوم بعد أن مثلا معا في فيلم ستيب أب. تزوجا في 11 يوليو 2009 في ماليبو في كاليفورنيا. لديهما ابنة واحدة ولدت في عام 2013. في 2 أبريل 2018 أعلن الزوجان أنهما انفصلا. وبعد ستة أشهر تقدمت ديوان بطلب للطلاق من تيتوم، انتهت إجراءات الطلاق في نوفمبر 2019.
في أكتوبر 2018 تأكدت شائعات على أن ديوان كانت على علاقة مع الممثل ستيف كازي. في فبراير 2020 أعلنت هي وكازي خطوبتهما. لديهم ابن واحد ولد في عام 2020.

## روابط خارجية
- جينا ديوان على موقع IMDb (الإنجليزية)
- جينا ديوان على موقع ميتاكريتيك (الإنجليزية)
- جينا ديوان على موقع ميتاكريتيك (الإنجليزية)
- جينا ديوان على موقع روتن توميتوز (الإنجليزية)
- جينا ديوان على موقع قاعدة بيانات الأفلام العربية
- جينا ديوان على موقع قاعدة بيانات الأفلام العربية
- جينا ديوان على موقع ألو سيني (الفرنسية)
- جينا ديوان على موقع ميوزك برينز (الإنجليزية)
- جينا ديوان على موقع تيرنر كلاسيك موفيز (الإنجليزية)
- جينا ديوان على موقع أول موفي (الإنجليزية)